# Walsenburg
Walsenburg település az Amerikai Egyesült Államok Colorado államában, Huerfano megyében, melynek megyeszékhelye is. Lakosainak száma 3049 fő (2020. április 1.).

## Népesség
A település népességének változása:
| Lakosok száma | 4182 | 3068 | 3049 |
|               | 2000 | 2010 | 2020 |